# Diomedea
Diomedea là một chi chim trong họ Diomedeidae.

## Các loài
- Diomedea antipodensis
- Diomedea amsterdamensis
- Diomedea dabbenena
- Diomedea epomophora
- Diomedea exulans
- Diomedea sanfordi

Các loài tuyệt chủng
- Diomedea milleri†
- Diomedea thyridata† Wilkinson, 1969

## Hình ảnh

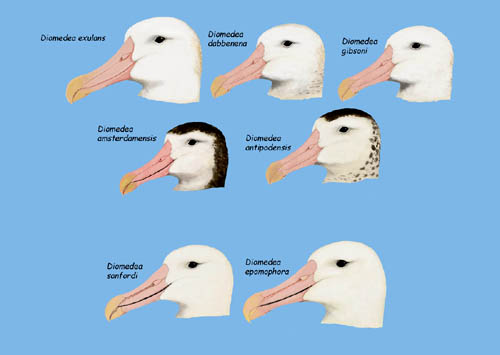
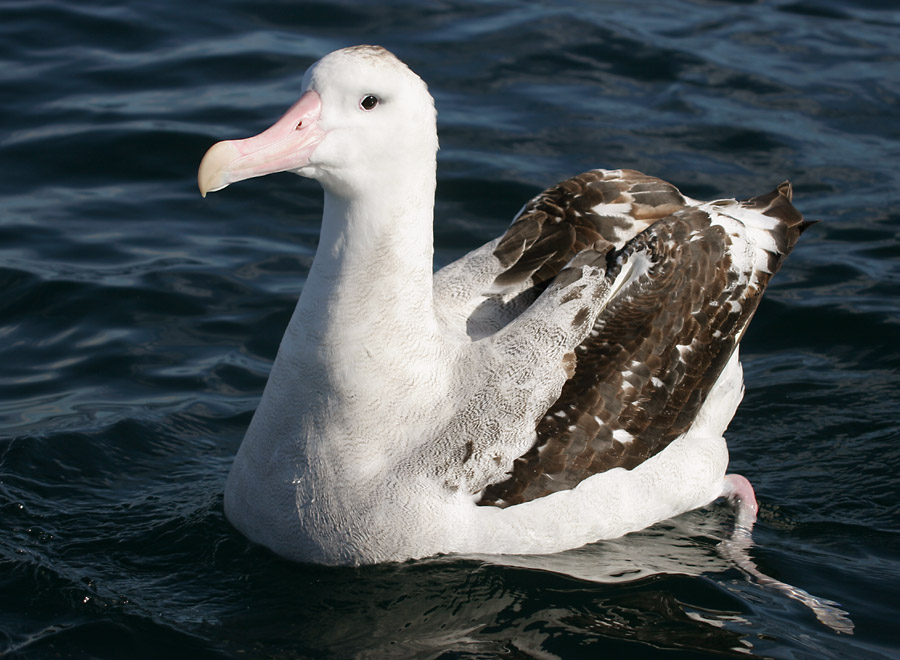
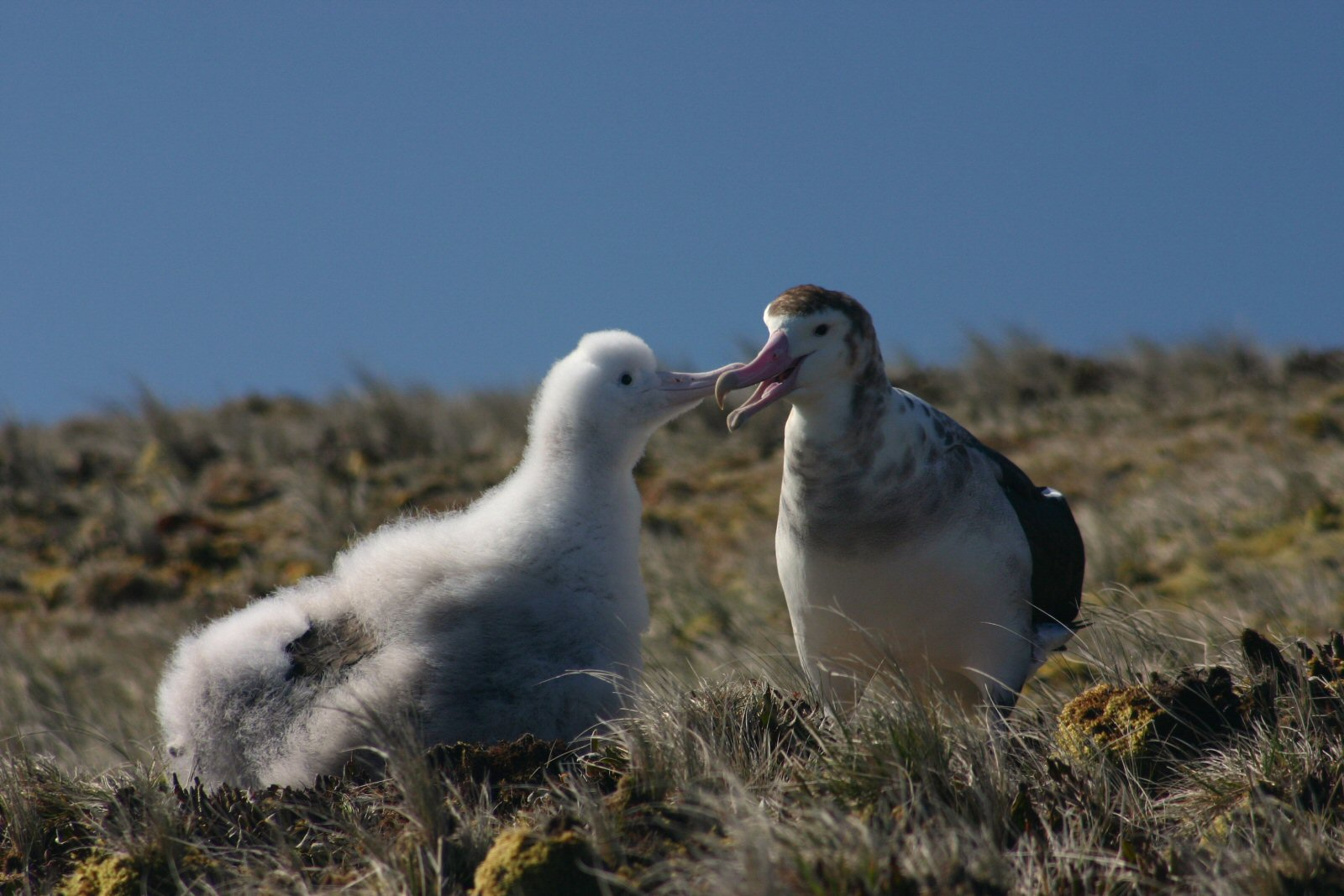
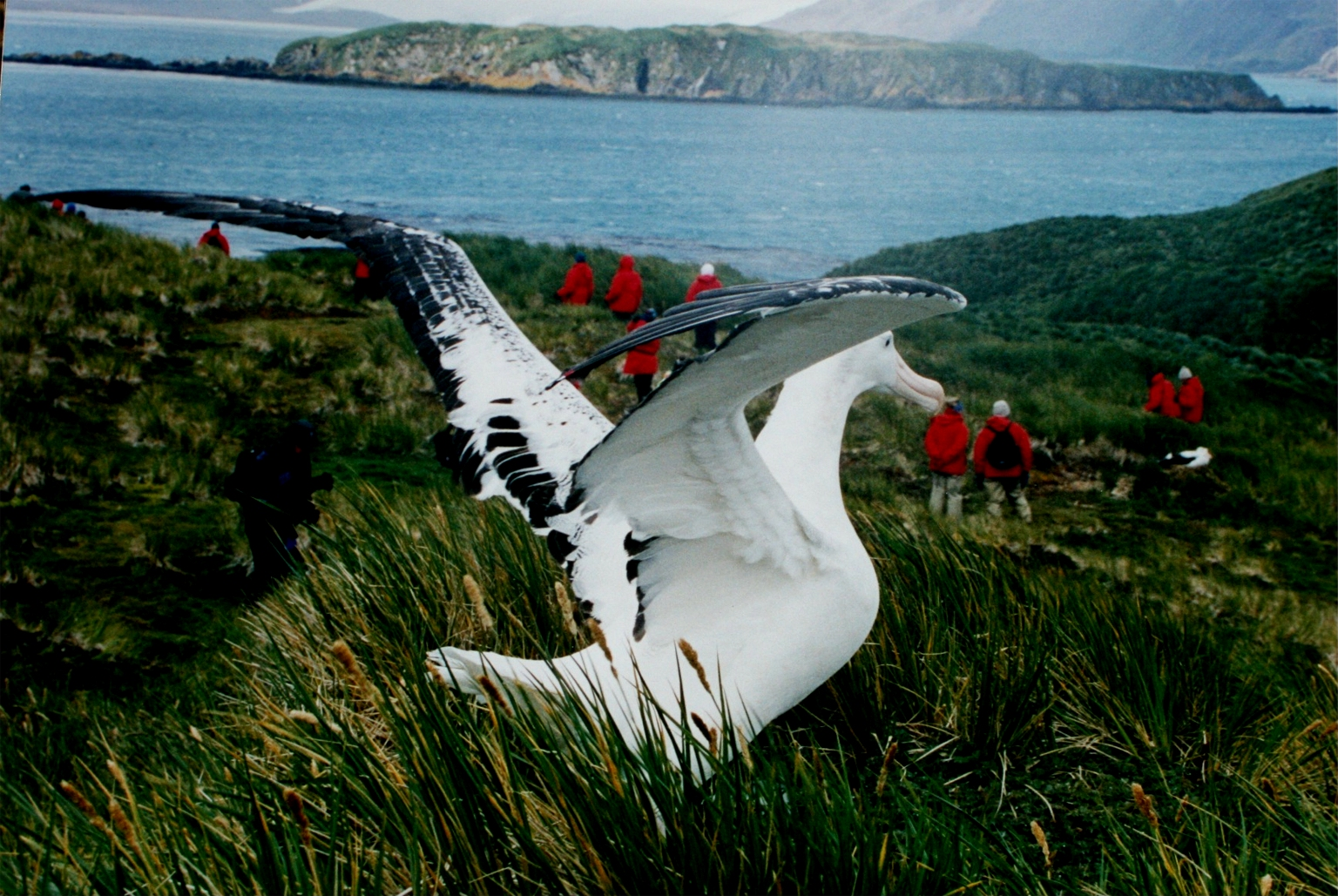